# Hans-Jürgen Fuchs
Hans-Jürgen Fuchs (* 12. September 1941; † April 2010 in Wiesbaden) war ein deutscher Romanist, Lektor, Autor und Herausgeber.

## Leben und Werk
Fuchs studierte in Marburg und schloss sich im Sommersemester 1962 der Burschenschaft Rheinfranken an. Er promovierte 1973 bei Hans-Wilhelm Klein in Gießen mit der Arbeit Zur Vorgeschichte und Semantik von französisch "amour-propre" (erschienen unter dem Titel Semantische Untersuchung zur Geschichte der "Selbstbezogenheit" als Vorgeschichte von französisch "amour-propre", Stuttgart 1977) und war Gymnasiallehrer in Neu-Isenburg. Er engagierte sich in der Internationalen Multatuli-Gesellschaft und war Lektor im Verlag Edition 6065. Verlag für regionale Kultur und Geschichte. Besonders bekannt war sein Hessisches Liederbuch.

## Weitere Werke

### Herausgeber zusammen mit Bernd Schenk
- Holländer und Deutsche: Beiträge zur Multatuli-Forschung, Fernwald 1998
- Indonesien. Kontinuitäten und Diskontinuitäten in den politischen und gesellschaftlichen Strukturen des 19. und 20. Jahrhunderts, Fernwald 2001
- Gesellschaftliche Leitbilder in der Literatur. Der europäische Bildungsroman und die bürgerliche Gesellschaft des 19. Jahrhunderts. Ein Beitrag zum deutsch-niederländischen Kulturdialog. Beiträge zur Multatuli-Forschung,  Fernwald 2002
- Dokumentation der Beiträge des 8. Multatuli-Symposiums am 21. und 22. Februar 2003 [in Ingelheim], Fernwald 2004

### Weitere Herausgebertätigkeit
- Hessisches Liederbuch. Alte Lieder aus hessischen Landschaften, Wiesbaden 1988, 2008
- (Hrsg.) Verbrechen und Schicksale. Ein Wiesbadener Pitaval. Spektakuläre Kriminalfälle aus vier Jahrhunderten, Edition 6065, Verlag für regionale Kultur und Geschichte, 2005, S. 33–52. ISBN 978-3-9810365-0-3